# Трясуха
Трясу́ха (бел. Трасуха, Пацяруха) — старинный парно-массовый белорусский народный танец. Характерные движения в танце — потряхивание руками, плечами, всей верхней частью корпуса. Танец имеет вариант сольного исполнения.

## Описание
По П. Шпилевскому (1858), танец начинается с того, что становятся две девушки и двое парней напротив друг друга и кланяются. Девушки, трясясь всем корпусом из-за быстрых и небольших подскоков и размахивая руками, на пятках производит разные па и затем как-будто плывёт навстречу парням, которые в свою очередь переступают носками сапог, как-бы искоса из-под козырька поглядывая на партнёрш. Когда пары сходятся, то хлопнут друг у друга над ухом в ладоши и по одному расходятся в разные стороны, при этом топаю ногами и произносят: «Вух я, да вух я!». Потом обе пары сходятся вместе и, переплетаясь руками, делают круги то в одну, то в другую стороны. Наконец раскланиваются друг другу и прячутся в толпе, словно ожидая приглашения со стороны парней.
Касьян Голейзовский, приводя вариант, записанный в 1930-х г. на Полесье, связывал название «Трясуха» с народным названием лихорадки — трясовица, известными как 12 «трясовиц-плясовиц». И танец состоял из 12 различных сольных импровизированных танцев, каждый из них исполняла новая девушка, которая стремилась передать в нём характер одной из плясовиц. В XIX веке танец почти повсеместно соединился с чешской полькой, позаимствовав типичные для неё вращения. Так появился новый танец — полька «Трясуха», ставший очень популярным по всей Белоруссии. По мнению Голейзовского, этот танец являлся прообразом белорусских полек.
Танец зародился в деревне Хорошки Могилевской области. «Трясуха» имеет множество вариантов, танец исполняется как одним танцором, так и парами, стремительно и сдержанно, резко потряхивая корпусами и руками и лишь слегка приподнимая и опуская плечи, высоко подпрыгивая при каждом повороте, делая легкие скользящие шаги, или сильно ударяя носками и пятками об пол.